# RING
RING es un canal de televisión privado de Bulgaria, perteneciente a bTV Media Group. Se trata de un canal deportivo.

## Historia
El canal inició emisiones el 12 de mayo de 1998 como Ринг Плюс. Desde su creación, fue ganando popularidad rápidamente por emitir eventos deportivos de talla mundial en Bulgaria.
En 2001, el canal cambió de nombre a RTV. Después, en 2005 el canal cambió su nombre a Ринг. Posteriormente, entre 2009 y 2015 el canal se llamó RING.BG.
Desde 2010 el canal pertenece a Central European Media Enterprises. Sin embargo, fue perdiendo gradualmente su posición de liderazgo, ya que la mayoría de los eventos deportivos fueron transferidos a bTV Action, pero desde 2014 el canal ha recuperado gran parte de su programación deportiva.
Desde el 7 de octubre de 2012 emite en HD y el 18 de agosto de 2015 el canal cambió su nombre a RING, su denominación actual.

## Programación
- Copa Davis
- Euroliga
- Fórmula 1
- Fórmula 3000
- Primera Liga de Bulgaria
- English Football League Championship
- Primeira Liga
- Liga Premier de Rusia
- Eredivisie
- Primera División de Argentina
- Copa de la Liga
- Copa del Rey (junto con bTV Action)
- Liga de Campeones de la UEFA (junto con bTV Action y MAX Sport)
- Liga Europa de la UEFA (junto con bTV Action y MAX Sport)
- Serie A (junto con bTV Action)
- Liga Conferencia de la UEFA
- Ligue 1
- Copa de la Liga de Francia
- Copa Africana de Naciones
- Campeonato Mundial de Rally